# Adolphe Niel
Adolphe Niel (Muret, 4 oktober 1802 - Parijs, 13 augustus 1869) was een Franse maarschalk en politicus ten tijde van het Tweede Franse Keizerrijk. Hij was een naaste van keizer Napoleon III.

## Biografie
Adolphe Niel studeerde vanaf 1821 aan de École polytechnique. In 1827 werd hij tot luitenant benoemd, om in 1835 te promoveren tot kapitein. In 1836 werd hij ingezet in Frans-Algerije. Niel laat er zich opmerken bij de inname van de Algerijnse stad Constantine. Niel werd vermeld in het rapport van generaal Sylvain Charles Valée, wat hem felicitaties van de minister van Oorlog opleverde. In 1846 werd hij bevorderd tot kolonel. Hij nam vervolgens deel aan de Franse interventie in de Romeinse Republiek in 1849. Niel had na deze interventie de eer om de sleutels van de stad Rome opnieuw te overhandigen aan paus Pius IX, die naar Gaeta was gevlucht. Een maand later werd Niel bevorderd tot brigadegeneraal, om vervolgens in 1853 divisiegeneraal te worden.
Tijdens de Krimoorlog streed Niel in 1854 mee in de Slag bij Bomarsund, die zich voltrok op Åland nabij Finland. Deze veldslag kaderde binnen de militaire interventie die maarschalk Achille Baraguey d'Hilliers hield in de Oostzee. Bij zijn terugkeer in 1855 werd Niel benoemd tot veldadjudant van keizer Napoleon III. Vervolgens was hij betrokken bij de Belegering van Sebastopol. Na de inname van Sebastropol werd Niel onderscheiden met het grootkruis in het Legioen van Eer.

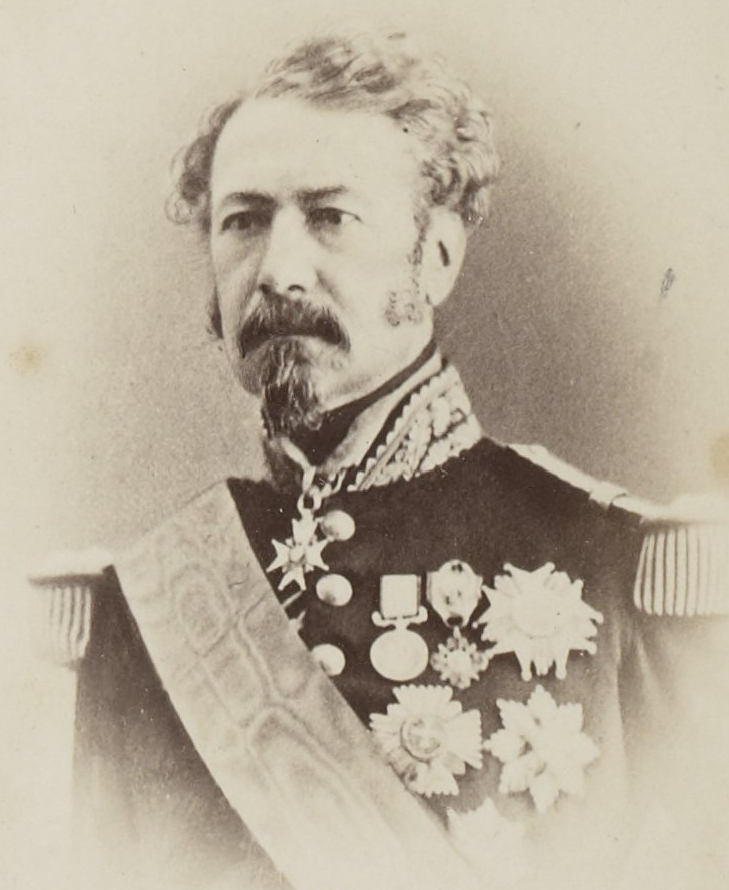
Maarschalk Adolphe Niel.

Op 9 juni 1857 werd Niel door keizer Napoleon III benoemd tot senator. Hij zou in de Senaat blijven zetelen tot zijn overlijden in 1869.
Tijdens de Tweede Italiaanse Onafhankelijkheidsoorlog in 1859 voerde hij een legerkorps aan dat meestreed in de Slag bij Magenta (4 juni 1859) en de Slag bij Solferino (24 juni 1859). Vanwege zijn verdiensten als militair en zijn strategisch inzicht benoemde keizer Napoleon III Niel na deze oorlog als maarschalk van Frankrijk.
Op 20 januari 1867 werd Niel vervolgens minister van Oorlog in de regering-Bonaparte III, in opvolging van maarschalk Jacques Louis Randon. Onder zijn ministerschap zou Niel met de zogenaamde Wet-Niel een verregaande legerhervorming doorvoeren, zij het dat hij overleed voor de hervorming volledig voltrokken was. Bij wet van 1868 richtte Niel bovendien de Garde nationale mobile op, als aanvulling op de reeds bestaande Nationale Garde. De infanteristen kregen met de chassepot een nieuw vuurwapen.
Bij de vorming van de regering-Bonaparte IV op 17 juli 1869 behield Niel zijn ministerpost. Maarschalk Niel overleed een maand later, op 17 augustus 1869, na een medische ingreep vanwege nierstenen. Zijn opvolger als minister ad interim was minister van Marine en Kolonies Charles Rigault de Genouilly, die op 24 augustus 1869 definitief werd opgevolgd door Edmond Le Bœuf. De begrafenisplechtigheid van Niel voltrok zich in het Hôtel des Invalides.

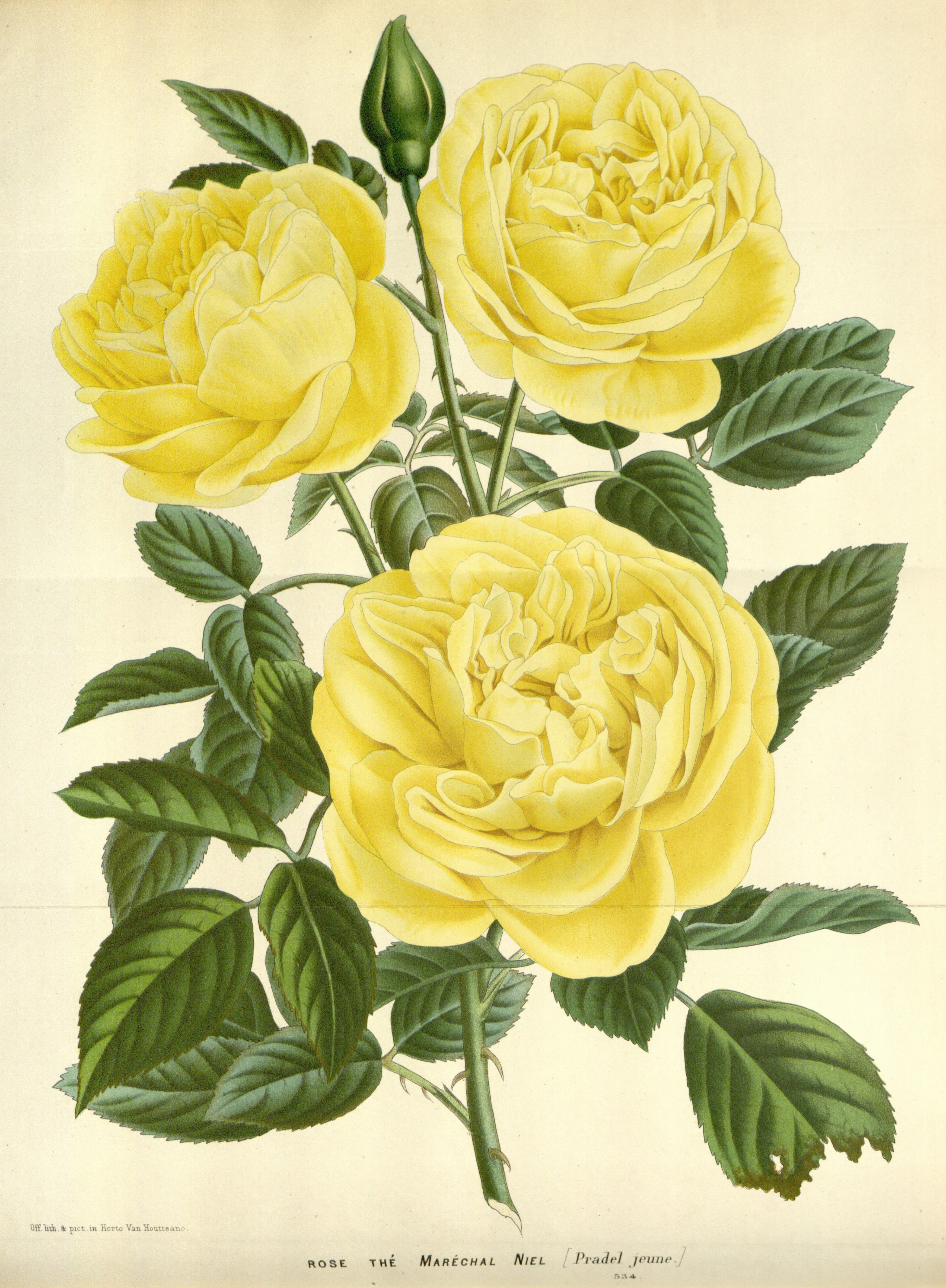
De Maarschalk Niel-roos.

## Trivia
- In zijn geboorteplaats Muret staat een standbeeld van maarschalk Niel.
- In Toulouse werd een paleis gebouwd dat de naam van Niel draagt, het Nielpaleis (Palais Niel).
- In Parijs (Avenue Niel) en Clermont-Ferrand (Rue Niel) werden straten genoemd naar maarschalk Niel.
- In 1864 noemde de Franse botanicus Giraud Pradel een roos naar maarschalk Niel, de Maarschalk Niel-roos.